# مسجد جيلادبور
مسجد جيلادبور (بالإنجليزية: Jiladpur Mosque)، وهو مسجد قديم ذو ثلاث قباب في منطقة مولفيبازار، بنغلاديش.

## الوصف
- يعتقد أن المسجد بني في أواخر القرن السادس عشر الميلادي.

- يقع على ضفاف نهر بيلاش. ويزور المسجد الناس من جميع أنحاء البلاد من المسلمين وغير المسلمين على حدٍ سواء.

- العمارة والهيكل لم يتم استخدام أي قضبان أو الطوب والإسمنت في بناء هذا المسجد.

- القباب الثلاثة تشبه أنماط العمارة المغولية. تبلغ مساحتها ثلاثة أفدنة ويمكن أن تتسع لما يصل إلى 150 شخصًا في وقت واحد، ويضم مرافق وخدمات.

- يتم طلاء المسجد وتجديده بإنتظام.[3]